# Skała Skotnicowa
Skała Skotnicowa – skała w miejscowości Przeginia, w województwie małopolskim, w powiecie krakowskim, w gminie Jerzmanowice-Przeginia. Znajduje się w odległości 340 m na południe od drogi krajowej nr 94.
Znajduje się w lewych zboczach górnej części Doliny Czubrówki. Jest to zbudowana z twardych wapieni skała o wysokości do 10 m. Znajduje się na terenie otwartym, wśród pól uprawnych. Ma ściany połogie lub pionowe z filarami, kominami i zacięciami. Uprawiana jest na niej wspinaczka skalna. Jest 25 dróg wspinaczkowych o trudności od VI- do VI.5 w skali polskiej. Niemal wszystkie mają zamontowane stałe punkty asekuracyjne: ringi (r) i stanowiska zjazdowe (st) lub ring zjazdowy (rz), tylko na dwóch najłatwiejszych wspinaczka tradycyjna (trad). Ściany wspinaczkowe o wystawie północnej, północno-wschodniej, wschodniej, południowo-wschodniej i południowej.
W pobliżu Skotnicowej Skały na wzniesieniu znajduje się jeszcze wiele mniejszych wapiennych skałek.
1. Siostry Skotnicówny; VI, 3r
2. Windykacja; VI.1, 4r + st
3. WeSolo; VI+, 3r + st
4. Sen kontrolowany; VI.1+, 4r + st
5. Horyzont zdarzeń; VI.4, 5r + st
6. Opcja niemiecka; VI.3, 3r + st
7. Armia też marznie; VI+, 4r (rysą)
8. 50 twarzy geja; VI.1+, 4r + st
9. Pedalino; VI.1, 4r + st

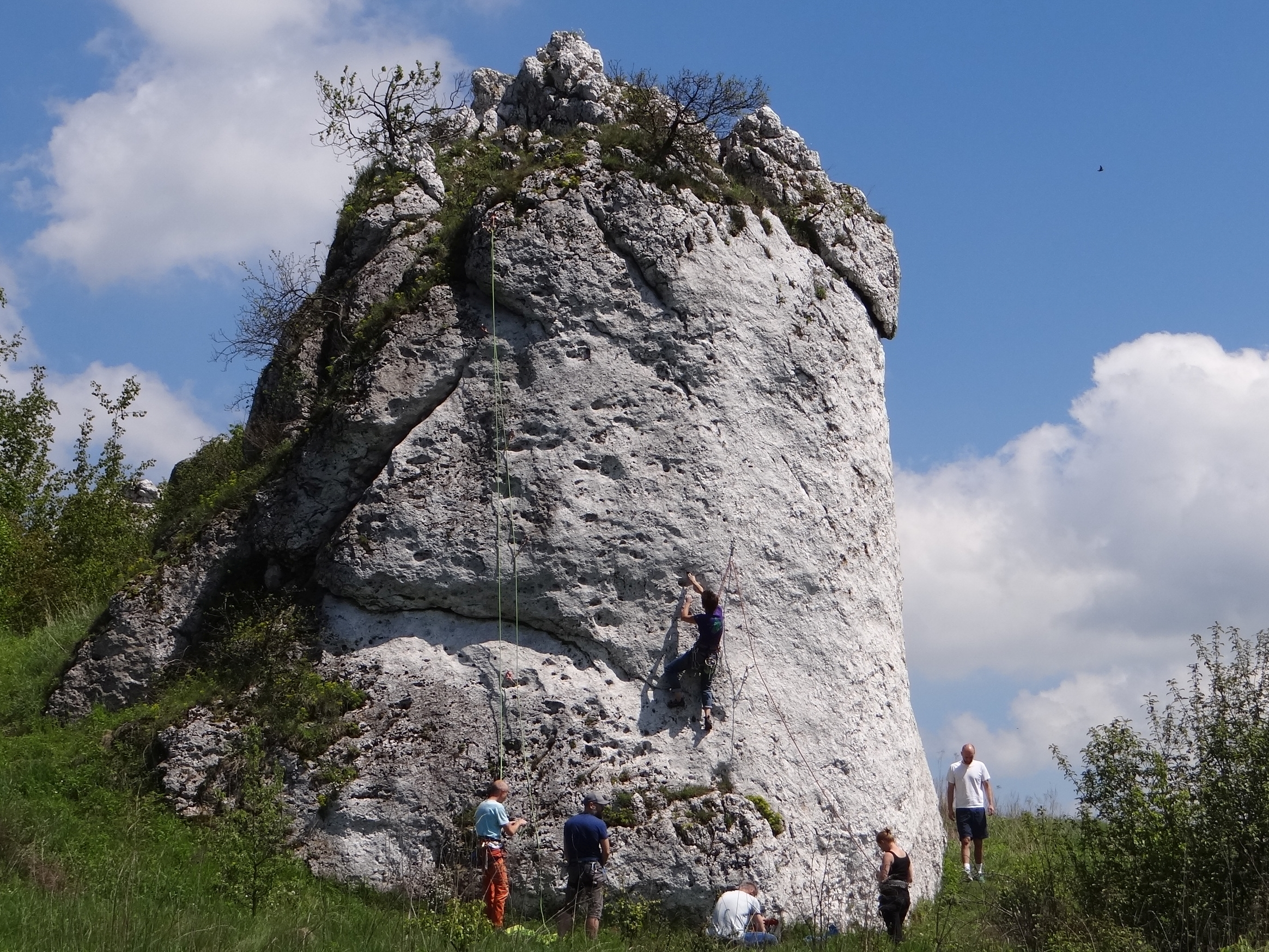
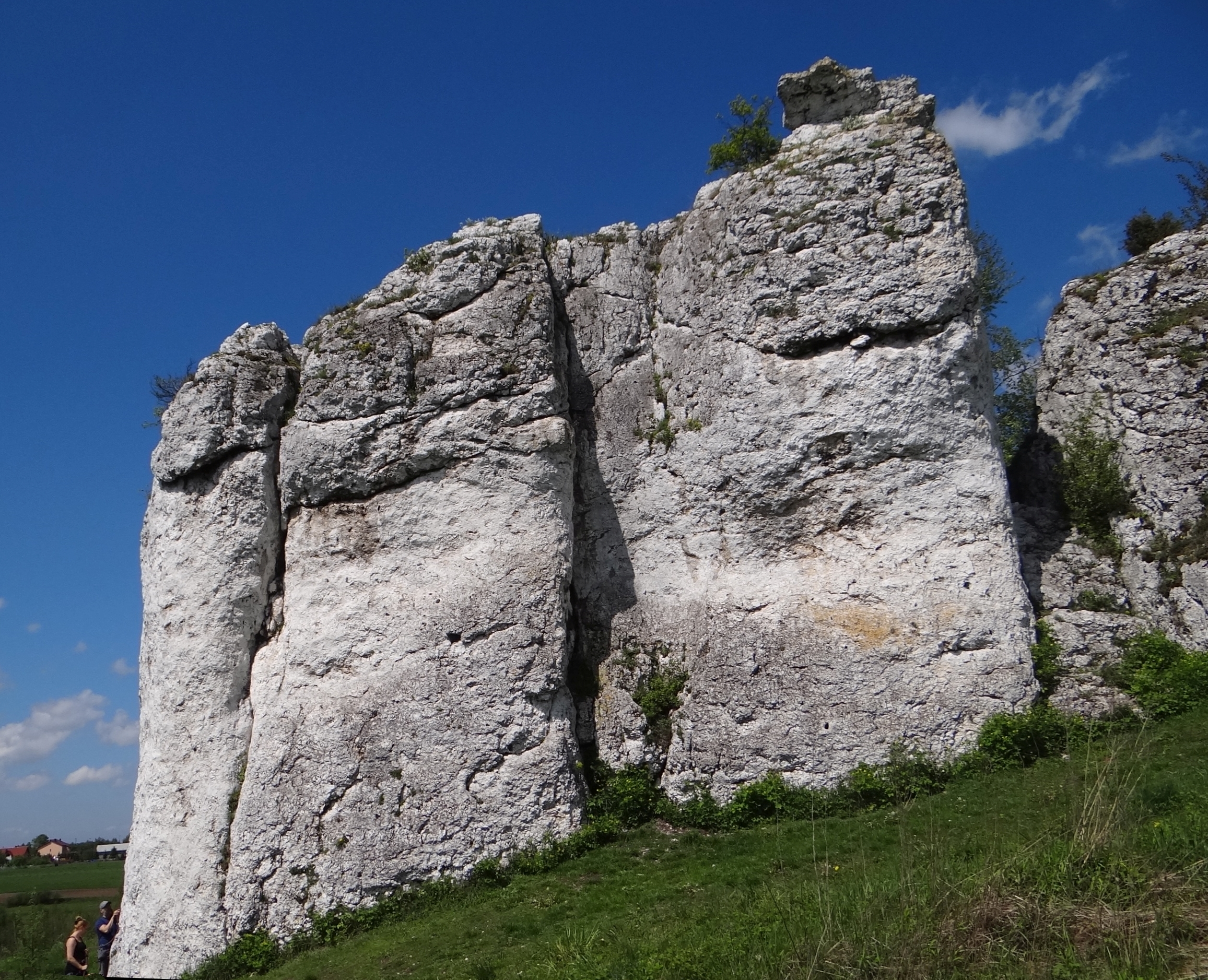
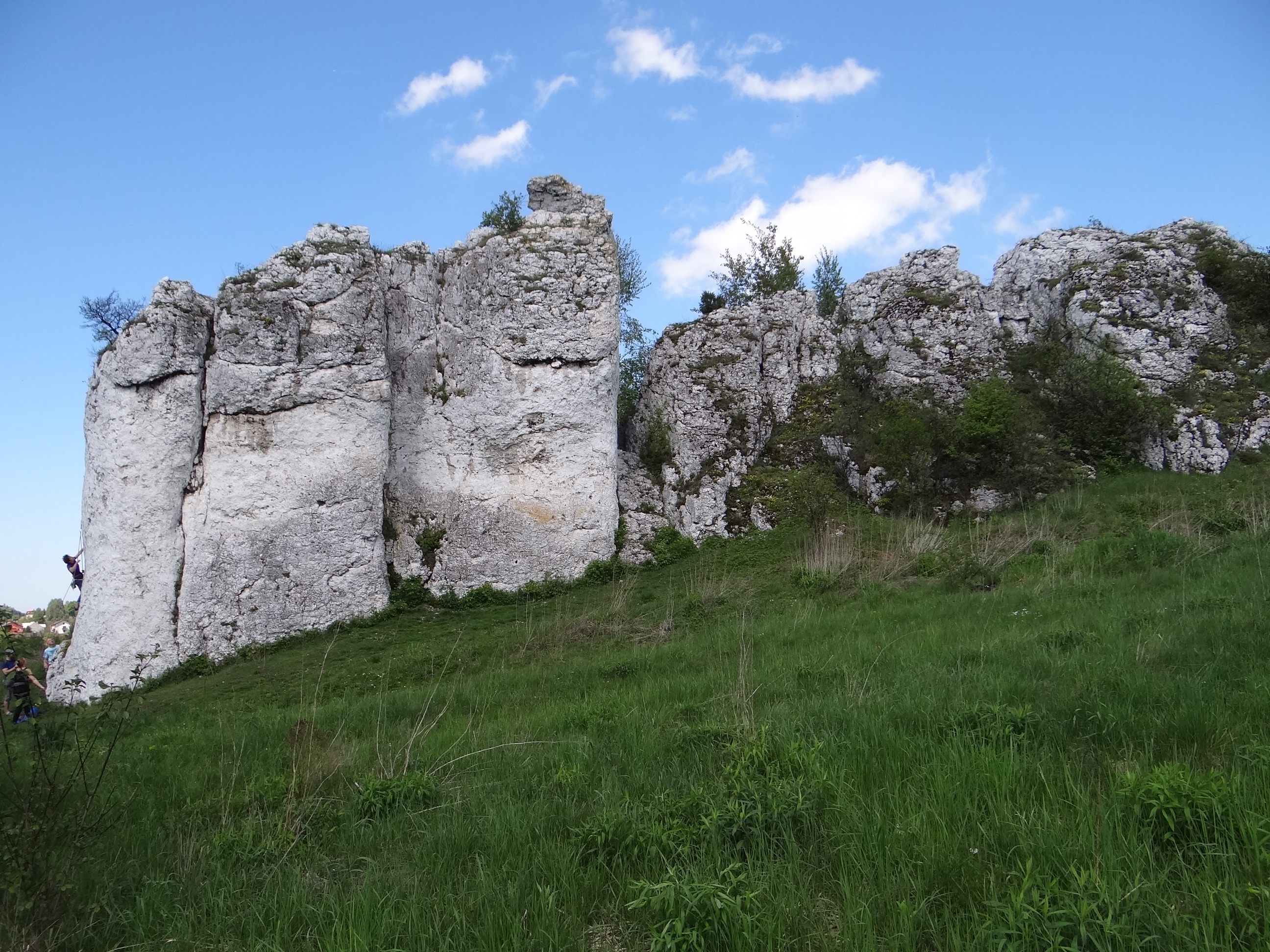
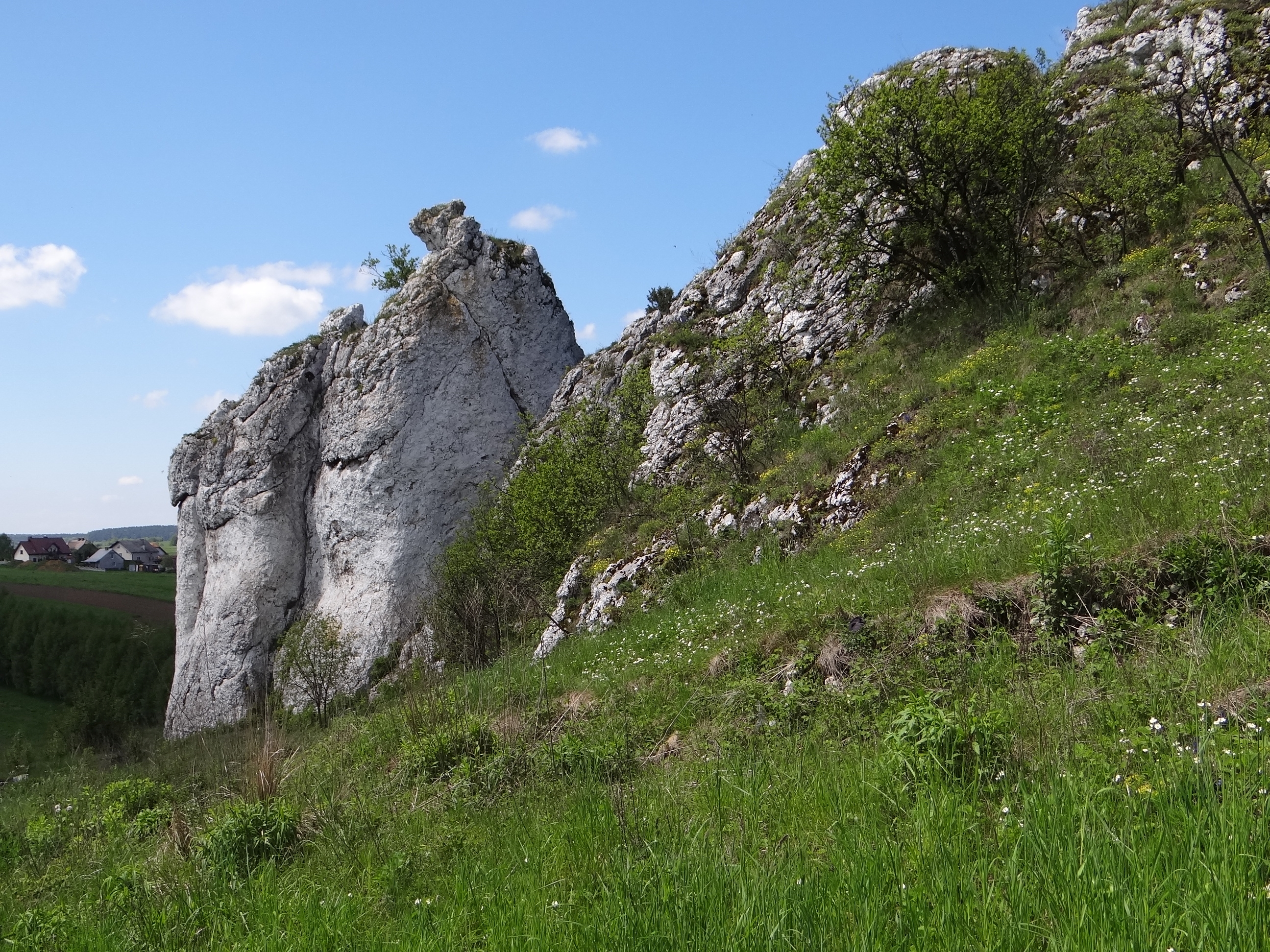

10. Poślizg skontrolowany; VI, 4r + st
11. Trzeba mieć zacięcie; VI, 4r (rysą)
12. ThePresja; VI+, 4r + st
13. Mięso roślinne; VI, 4r + st
14. Błoto pośniegowe; VI.1, 5r + st
15. Mistrz zdjęcia pętelki; VI.2, 5r+ st
16. Kawa bez czosnku; VI.2, 5r +st
17. Allenopithecus; VI.3+, 5r +st
18. Festung Breslau; VI.3+, 3r + st
19. Kulturyska; VI.2/2+, 5r +st
20. Kulturyska dirkt; VI.2+, 4r +st
21. Filar Skotniców; III, trad
22. Krótki szpic; V+, 2r + rz
23. Szpecyfinder; VI+, 2r + rz
24. Wcięcie w szpicu; IV+, trad[3].